# Maytenus cassineformis
Maytenus cassineformis là một loài thực vật có hoa trong họ Dây gối. Loài này được Reissek mô tả khoa học đầu tiên.